# Wawrzyny (województwo wielkopolskie)
Wawrzyny – kolonia w województwie wielkopolskim, w powiecie kolskim, w gminie Babiak.
W latach 1975–1998 należały do województwa konińskiego.